# Cheilopogon
Cheilopogon là một chi cá chuồn.

## Các loài
Hiện tại người ta công nhận 29 loài trong chi này:
- Cheilopogon abei Parin, 1996 (Abe's flyingfish)
- Cheilopogon agoo (Temminck & Schlegel, 1846) (Japanese flyingfish)
- Cheilopogon antoncichi (Woods & L. P. Schultz, 1953)
- Cheilopogon arcticeps (Günther, 1866) (cá chuồn đầu cung, cá chuồn vây trắng)
- Cheilopogon atrisignis (O. P. Jenkins, 1903) (cá chuồn cộ)
- Cheilopogon cyanopterus (Valenciennes, 1847) (cá chuồn vây xanh)
- Cheilopogon doederleinii (Steindachner, 1887)
- Cheilopogon dorsomacula (Fowler, 1944) (Backspot flyingfish)
- Cheilopogon exsiliens (Linnaeus, 1771) (Bandwing flyingfish)
- Cheilopogon furcatus (Mitchill, 1815) (Spotfin flyingfish)
- Cheilopogon heterurus (Rafinesque, 1810) (Mediterranean flyingfish)
- Cheilopogon hubbsi (Parin, 1961) (Blotchwing flyingfish)
- Cheilopogon intermedius Parin, 1961 (Intermediate flyingfish)
- Cheilopogon katoptron (Bleeker, 1866) (cá chuồn hạt mít, cá chuồn Indonesia)
- Cheilopogon melanurus (Valenciennes, 1847) (Atlantic flyingfish)
- Cheilopogon milleri (Gibbs & Staiger, 1970) (Guinean flyingfish)
- Cheilopogon nigricans (F. D. Bennett, 1840) (Black-sail flyingfish)
- Cheilopogon olgae Parin, 2009
- Cheilopogon papilio (H. W. Clark, 1936) (Butterfly flyingfish)
- Cheilopogon pinnatibarbatus (E. T. Bennett, 1831)
  - Cheilopogon pinnatibarbatus altipennis (Valenciennes, 1847) (Smallhead flyingfish)
  - Cheilopogon pinnatibarbatus californicus (J. G. Cooper, 1863) (California flyingfish)
  - Cheilopogon pinnatibarbatus japonicus (V. Franz, 1910)
  - Cheilopogon pinnatibarbatus melanocercus (J. D. Ogilby, 1885) (Australasian flying fish)
  - Cheilopogon pinnatibarbatus pinnatibarbatus (E. T. Bennett, 1831) (Bennett's flyingfish)
- Cheilopogon pitcairnensis (Nichols & Breder, 1935)
- Cheilopogon rapanouiensis Parin, 1961 (Easter island flyingfish)
- Cheilopogon simus (Valenciennes, 1847) (Short-nosed flyingfish)
- Cheilopogon spilonotopterus (Bleeker, 1866) (Stained flyingfish)
- Cheilopogon spilopterus (Valenciennes, 1847) (cá chuồn cộ vây chấm)
- Cheilopogon suttoni (Whitley & Colefax, 1938) (cá chuồn vằn bụng, cá chuồn Sutton)
- Cheilopogon unicolor (Valenciennes, 1847) (Limpid-wing flyingfish)
- Cheilopogon ventralis (Nichols & Breder, 1935)
- Cheilopogon xenopterus (C. H. Gilbert, 1890) (Whitetip flyingfish)

## Hình ảnh

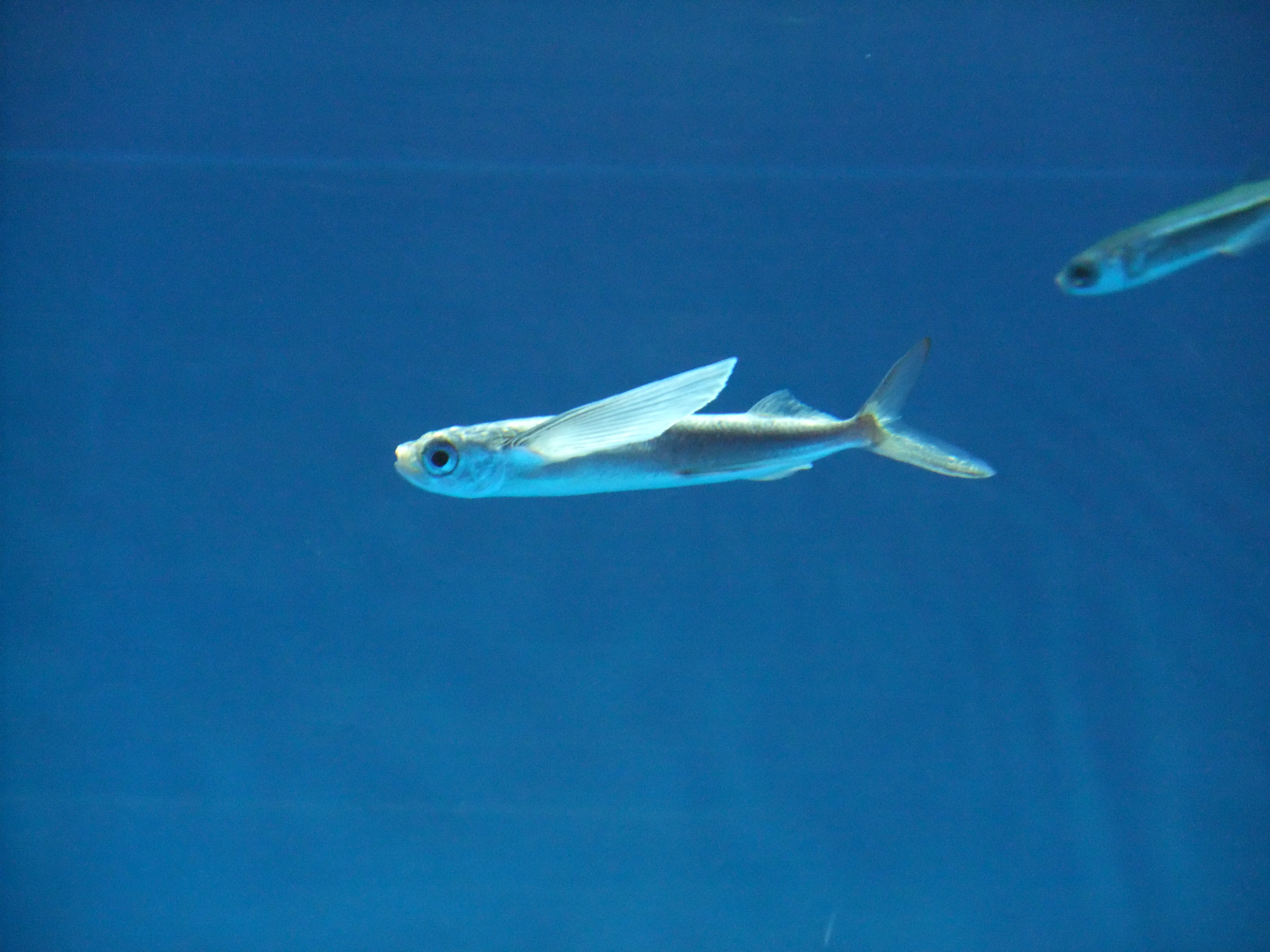
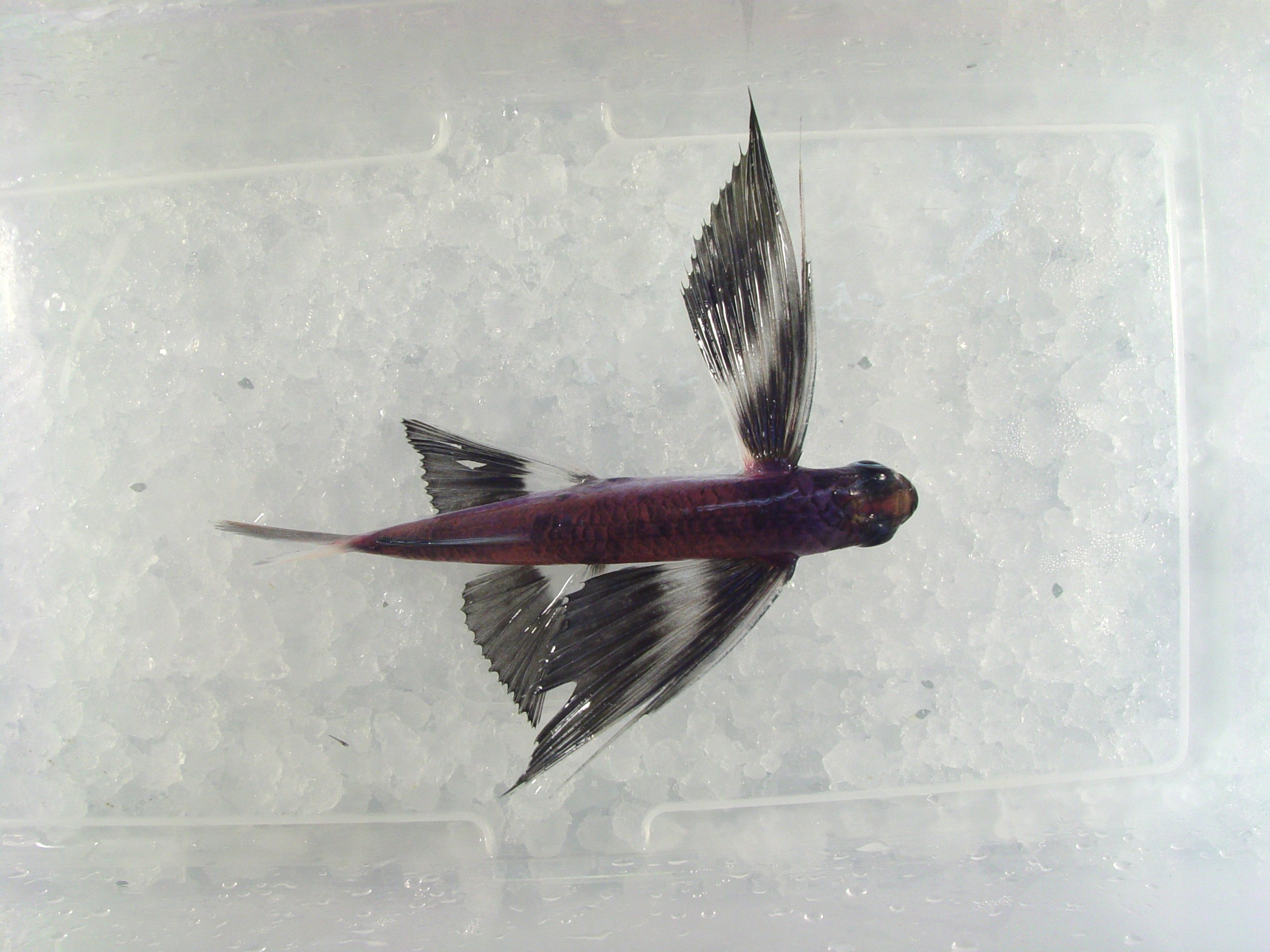